# 龍禅寺町
龍禅寺町（りゅうぜんじちょう）は、静岡県浜松市中央区の町名。丁番を持たない単独町名である。住居表示未実施。

## 地理
浜松市中央区の駅南地区の一角で地区の名前のとおり、浜松駅から南側に約1.2kmの場所に所在する。
旧中区の南東端に位置し、馬込川を挟んで旧南区との区境に当たる。
町内の北西部の地域は近隣商業地域に指定されており、それ以外の地域は第2種住居地域に指定されている。

## 地名の由来
町名の由来でもある龍禅寺は開創が1200年程前の飛鳥時代の大同年間の806年から810年と伝えられる。
龍禅寺村の旧称は市場村で、天正以後寺号を取って村名を龍禅寺村とした。

## 沿革
- 1871年（明治4年） - 浜松県管轄になる。
- 1876年（明治9年） - 浜松県から静岡県になる。土呂新田が龍禅寺村へ合併[8]。
- 1889年（明治22年）4月1日 - 町村制の施行により、浜松寺島村、浜松八幡地村、楊子村、寺脇村、福塚村、三島村、瓜内村［大部分］、白羽村、中田島村、龍禅寺村が合併して敷知郡白脇村が発足。  白脇村は町村制施行によって瓜内・白羽・中田島・楊子・三島・寺脇・福塚・寺島・龍禅寺の九か村を大字として成立[9]。
- 1879年（明治12年）3月12日 - 郡区町村編制法に基づく静岡県令甲第36号により所属郡が浜名郡に変更される。
- 1904年（明治37年）12月14日 - 龍禅寺が浜松町に編入される[10]。
- 1911年（明治44年）7月1日 - 浜松町が市制施行し、浜松市龍禅寺となる[11]。
- 1925年（大正14年）5月1日 - 地籍整理で龍禅寺から龍禅寺町（りゅうぜんじまち）となる。この時、北馬込・浜松寺島の各一部を龍禅寺町に編入し、龍禅寺町の一部を寺島町へ編入した[12]。
- 2007年（平成19年）4月1日 - 浜松市が政令指定都市へ移行。浜松市中区龍禅寺町になる[13]。
- 2024年（令和6年）1月1日 - 浜松市の行政区再編により浜松市中央区龍禅寺町になる[14]。

## 世帯数と人口
2020年（令和2年）9月1日現在の世帯数と人口は以下の通りである。
| 町丁     | 世帯数   | 人口   |
| -------- | -------- | ------ |
| 龍禅寺町 | 1618世帯 | 3231人 |

## 小・中学校の学区
市立小・中学校に通う場合、学区は以下の通りとなる。
| 番地 | 小学校               | 中学校             |
| ---- | -------------------- | ------------------ |
| 全域 | 浜松市立竜禅寺小学校 | 浜松市立南部中学校 |

## 交通
鉄道
- 東海道新幹線・JR東海道線 浜松駅まで徒歩約16分。
- 遠州鉄道線新浜松駅まで徒歩約19分。

バス
町内を走るバスは全部で3路線。5つの停留所を利用する事ができる。3路線とも浜松駅バスターミナルから発着する。
- 遠鉄バス
  - 1遠州浜蜆塚線 : （浜松駅 方面 - ）竜禅寺小学校（ - 遠州浜 方面）
  - 4中田島線 : （浜松駅 方面 - ）竜禅寺町 - 南中前（ - 中田島車庫 方面）
  - 5三島江之島線 : （浜松駅 方面 - ）仁王門 - 竜禅寺東（ - 南区役所・遠州浜 方面）

道路
- 市道曳馬中田島線（中田島街道）

橋
- 大浜橋
- 楊子橋
- 三島橋
- 白竜橋
- 瓜内橋

## 施設
- 龍禅寺
- 浜松市立竜禅寺小学校
- 浜松市立南部中学校
- 熊野神社
- 福興稲荷神社
- ユニバーサルキリスト教会
- 竜禅寺町公会堂
- 高砂橋跡

## 地域

### 日本郵便
- 郵便番号 : 430-0924[3]

### 警察署
町内の警察署の管轄区域は以下の通りである。
| 番・番地等 | 警察署         | 交番・駐在所 |
| ---------- | -------------- | ------------ |
| 全域       | 浜松中央警察署 | 駅南交番     |

### 消防署
町内の消防署の管轄区域は以下の通りである。
| 番・番地等 | 消防署   | 本署/出張所 |
| ---------- | -------- | ----------- |
| 全域       | 南消防署 | 本署        |